# Modelização de dispersão atmosférica

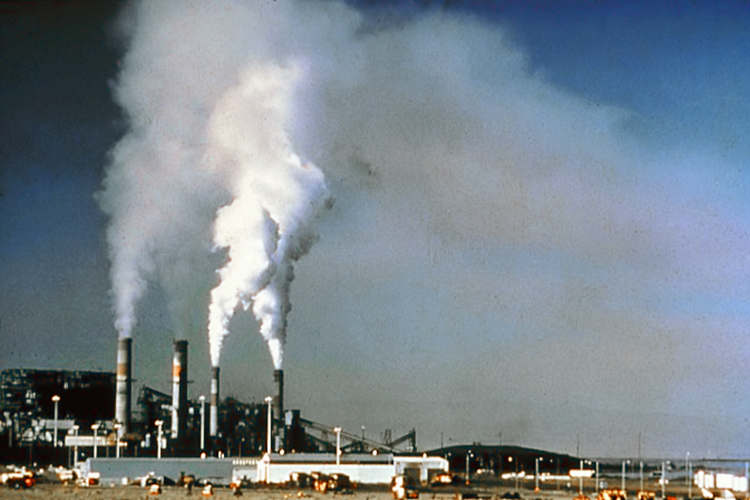
Um foco de poluição atmosférica localizada.

A Modelização de dispersão atmosférica consiste numa simulação de como os poluentes atmosféricos se propagam e dispersão. Nos dias de hoje, recorre-se a sistemas computorizados que através da resolução de equações matemáticas, numéricas e algoritmos simulam o comportamento dos mesmos, de acordo com os conhecimentos actuais. Os modelos de dispersão permitem estimar ou prever o comportamento de poluentes atmosféricos emitidos por uma determinada fonte, como uma unidade industrial, ou a poluição gerada pelo tráfego automóvel. Os sistemas de modelização permitem não só prever a direcção, sentido ou velocidade, como as reacções químicas que podem surgir. Tornam-se úteis não só na identificação dos emissores de focos de poluição, como na gestão de efluentes gasosos e de qualidade do ar, sendo por essas razões uma ferramenta importante nas agências governamentais de protecção e gestão da qualidade do ar.
Para a elaboração de um modelo de dispersão atmosférica, são tidos em conta os seguintes dados:
- Condições meteorológicas, como a direcção e velocidade do vento, temperatura atmosférica e condições de turbulência.
- Parâmetros de emissões, como a localização da fonte de emissão, a sua altitude, velocidade, temperatura e caudal mássico
- Condições topográficas.
- Localização e volume de obstruções, como pontes ou edifícios, que podem afectar o percurso das emissões poluentes.

Os sistemas modernos de modelização avançada podem incluir um módulo de pré-processamento de dados, meteorológicos ou de outro tipo, para adaptar os dados de entrada ao sistema, assim como um módulo de pós-processamento para permitir a visualização dos resultados sob a forma gráfica, dispostos em mapas ou exportar para programas SIG.